# Церковь принятия Блаженной Девы Марии на небо (Казелле Ланди)
Церковь принятия Блаженной Девы Марии на небо (итал. La chiesa dell'Assunzione della Beata Vergine Maria) — приходская римско-католическая церковь в Казелле-Ланди, Ломбардия, в провинции и епархии Лоди; является частью викариата Кодоньо.

## История
Первое упоминание о церкви в Казелле-Ланди содержится в акте 1230 года, составленном нотариусом Якобо Мусси, в котором братья графы Гвидо и Николо, сын Энрико, графа Ломелло, проезжали через Казелле-дель-По, в селении Санта-Мария, где проходила дорога к церкви Сан-Джованни-делле-Казелле. Как свидетельствуют другие документы, датируемые XIII веком, это здание располагалось вблизи течения реки По.
В следующем столетии была построена новая церковь, названная Санта-Мария-делле-Казелле. Последующее здание, посвященное Святой Троице, Деве Марии и Всем Святым, было завершено в XVI веке и освящено в 1526 году в присутствии титулярного епископа Севастии Пьетро Рекорда, а также феодала Лодовико Ланди. Следующая церковь на этом месте была построена во второй половине века, но позже, как и предыдущие здания, была разрушена разливом реки По.
В 1600 году утраченное здание было заменено другим. 5 января 1647 года в Пьяченцу прибыли мощи Святого Павла Мученика, ранее хранившиеся вместе с мощами Святого Августина в катакомбах базилики Сан-Сатурнино в Кальяри. В июне 1652 года они были перенесены в церковь Казелле Ланди по завещанию маркиза Николы Ланди, которому они, в свою очередь, были подарены Франческо Берани.
В 1750 году строительство новой церкви было окончательно завершено. Она оставалась под юрисдикцией епархии Пьяченцы до 1819 года, когда, после того как в наполеоновский период Казелле-Ланди был административно отделён от города Пьяченца, приходы, принадлежавшие епархии Пьяченцы, расположенные к северу от реки По, были объединены в епархию Лоди. Церковь была освящена в апреле 1857 года.
В 1858 году внутри церкви был установлен орган, изготовленный Луиджи Бьянкарди, который заменил старый изношенный инструмент. В августе 1899 года начались строительные работы по замене старой колокольни. В течение двух лет с 1909 по 1910 год при участии художника Паоло Замбелли были проведены работы по новому оформлению интерьера церкви. В последующее время здание претерпело несколько реставраций, последняя из которых, осуществлённая в период с 2016 по 2019 год, затронула неф и пресвитерий.

## Архитектура
Здание прямоугольного плана с полукруглой апсидой, имеет один неф, в который открывается ряд боковых капелл. Единственный входной портал увенчан рельефным изображением Девы Марии.
Справа от фасада церкви находится капелла Святой Девы Марии Лурдской и колокольня, построенная между 1899 и 1900 годами, высотой 38,95 м, завершённая шатром на вершине которого находится сфера с крестом.
За главным алтарём установлена деревянная статуя Мадонны Ассунты («Вознесённой»). У входа слева находится баптистерий с нишей, посвящённой Младенцу Иисусу. Справа — фреска Луиджи Арзуффи 1984 года, изображающая Святую Франческу Кабрини, которая в сопровождении монсеньора Скалабрини получает от папы Льва XIII назначение миссионером в США.
Далее справа находится капелла Девы Марии Розария, а слева — Святого Антония Падуанского. Другие капеллы посвящены, справа, Святому Сердцу, а слева — Богоматери Скорбящей, со статуей из дерева, созданной скульптором Джованни дель Орто. Следующие капеллы посвящены Святому Иосифу и Святому Савино, покровителям Казелле-Ланди. В пресвитерии и нефе находятся фрески, созданные между 1909 и 1910 годами художником Паоло Замбелли, который также занимался лепниной и другими декоративными работами. В алтаре, посвящённом Святому Иосифу, находящемся внутри одноимённой капеллы, хранится ларец из стекла и латуни, содержащий мощи некоего Святого Павла-мученика, называемого Паолино-а-Казелле Ланди, возможно, чтобы отличать его от Святого Павла из Тарса.

## Галерея

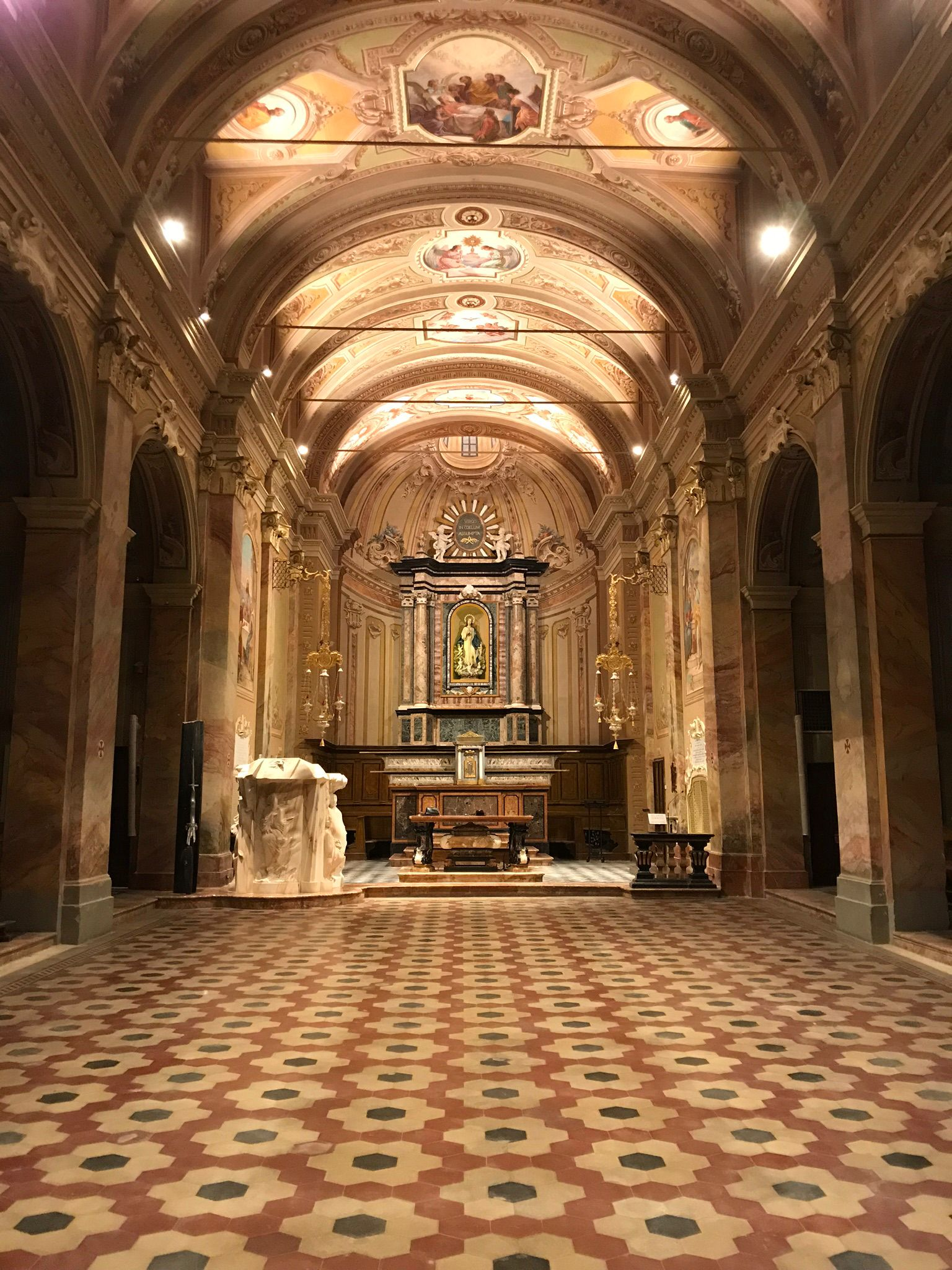
Интерьер церкви
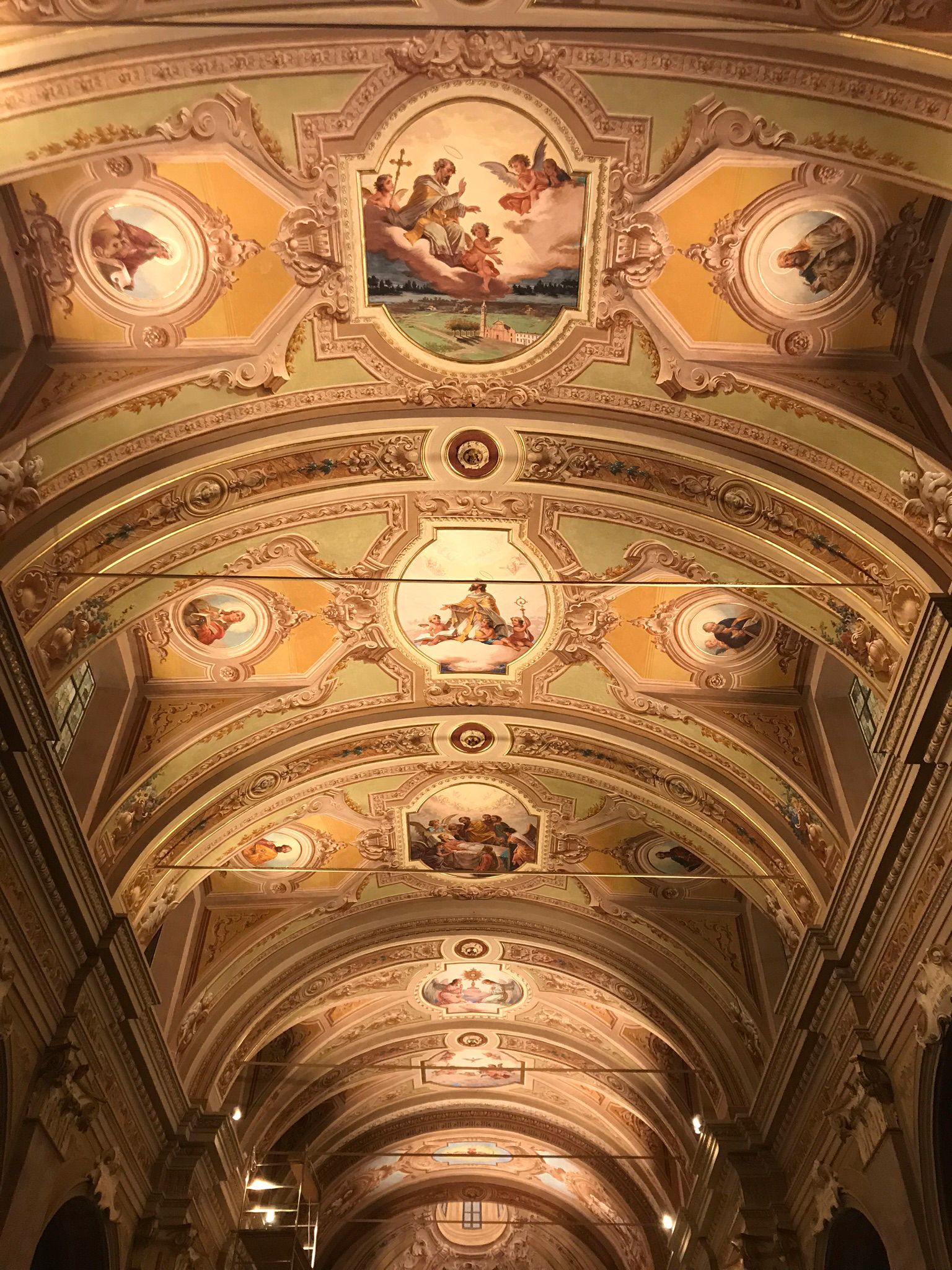
Плафон нефа после реставрации 2019 год
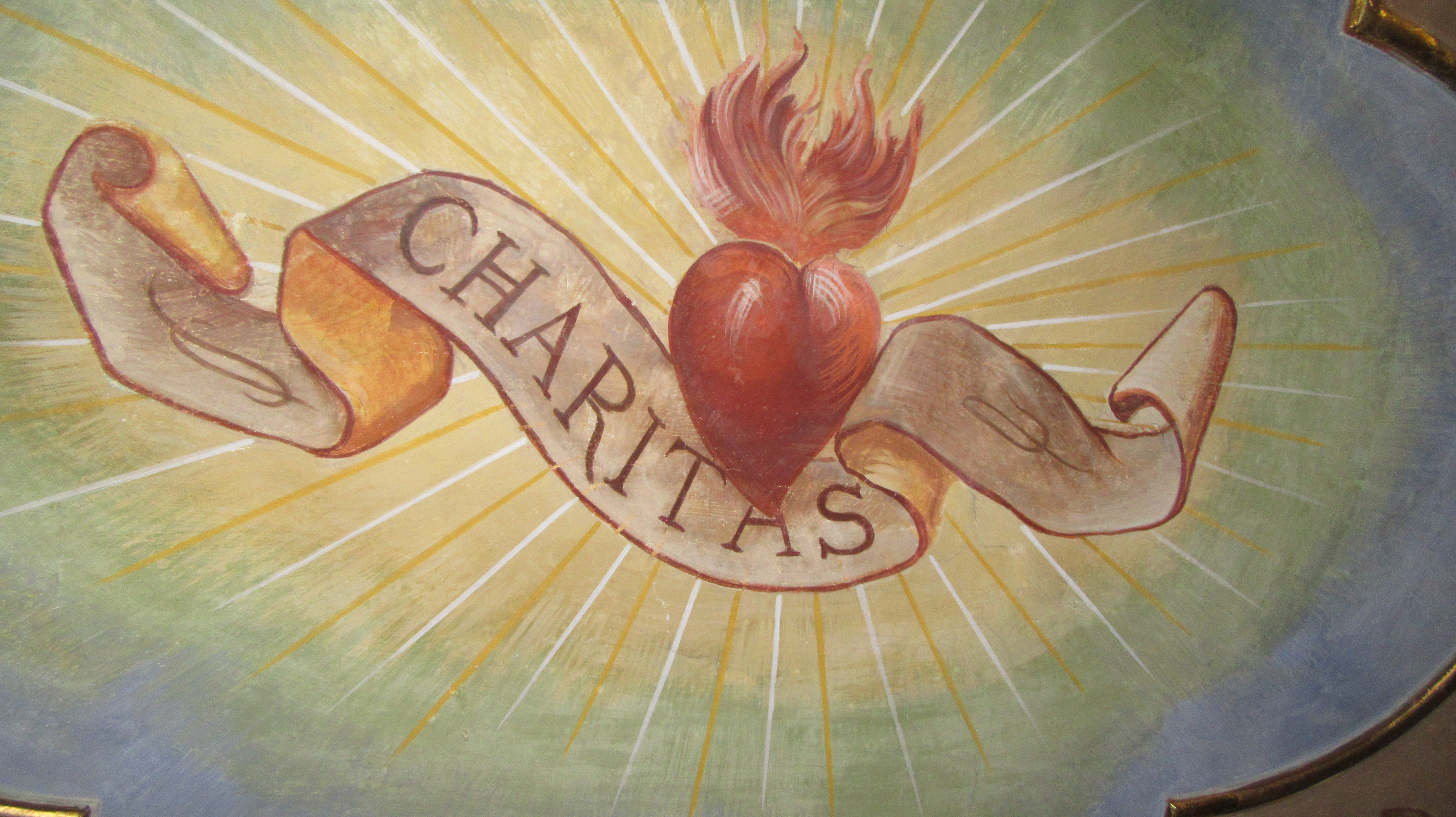
Святое Сердце. Деталь фрески апсиды
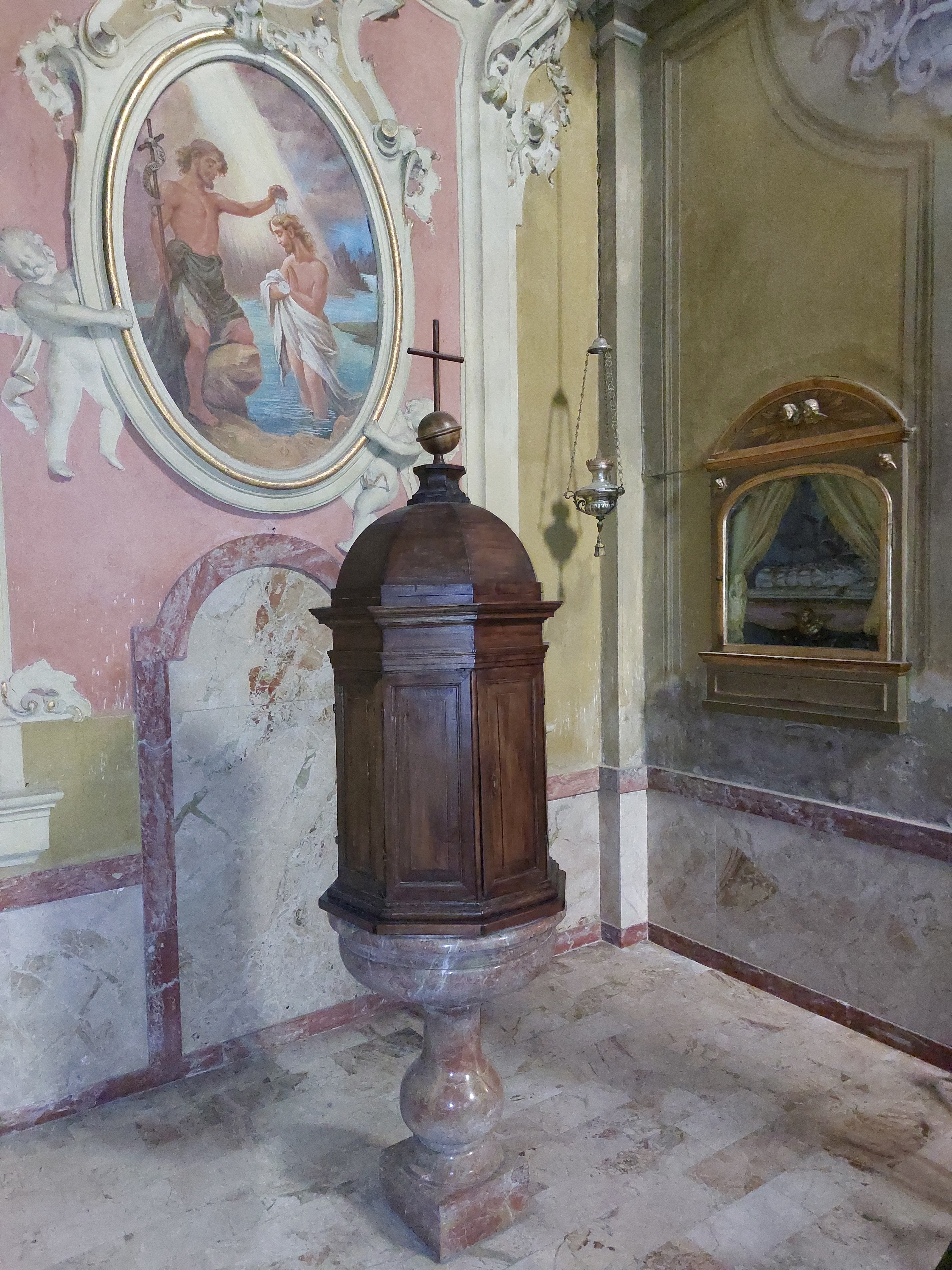
Купель
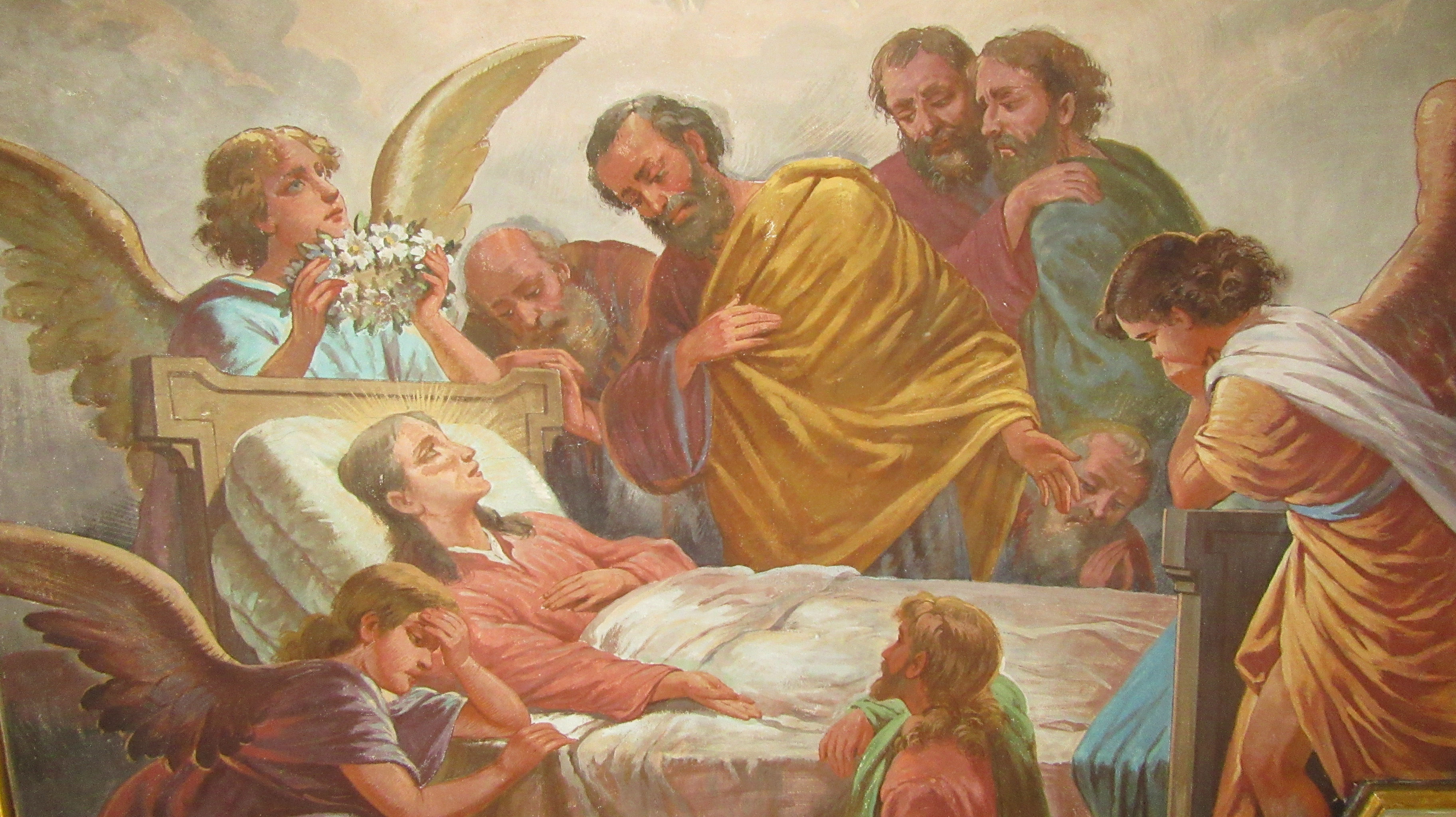
Фреска Смерть Марии
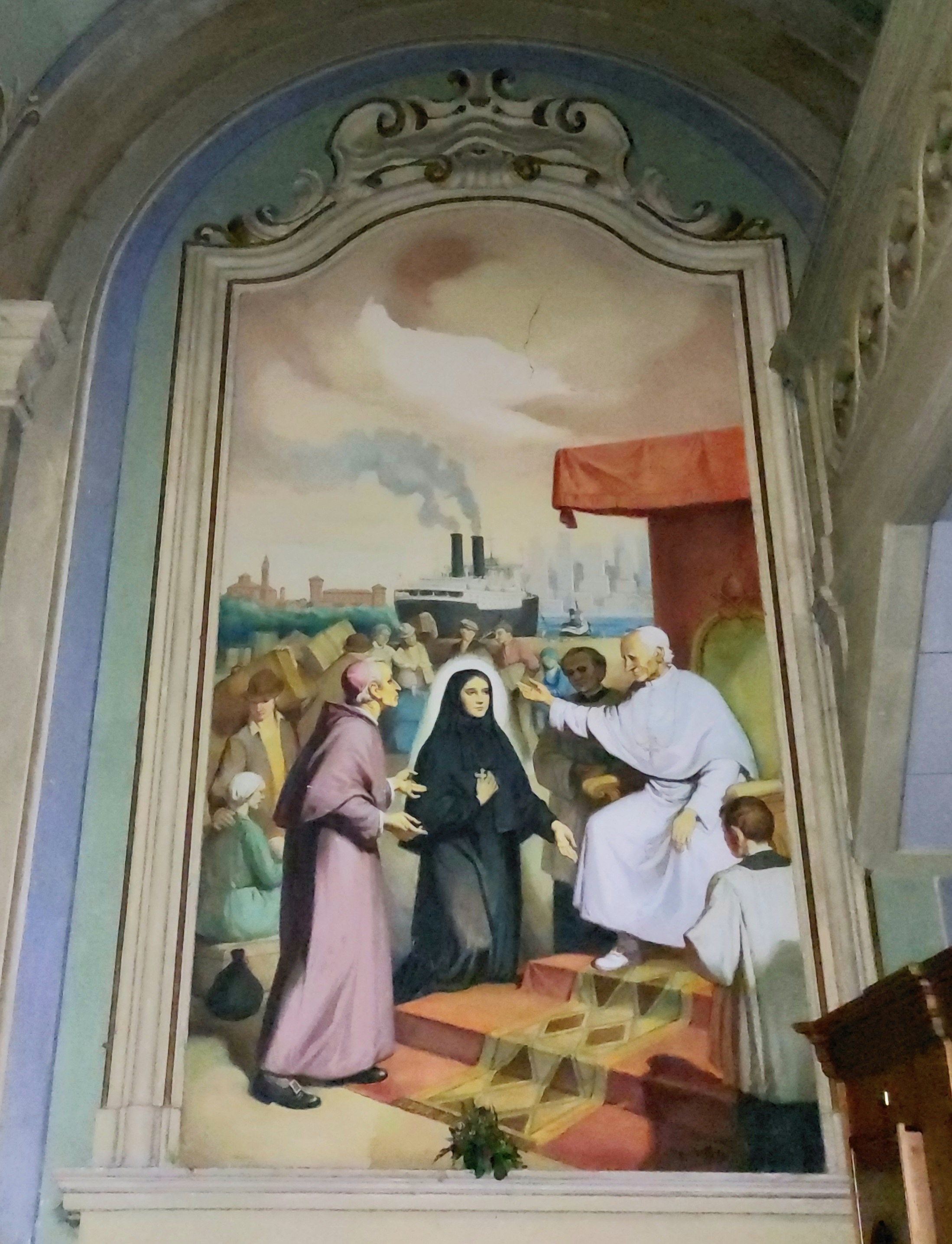
Л. Арзуффи. Святая Франческа Кабрини в сопровождении монсеньора Скалабрини получает от папы Льва XIII назначение миссионером в США. 1984
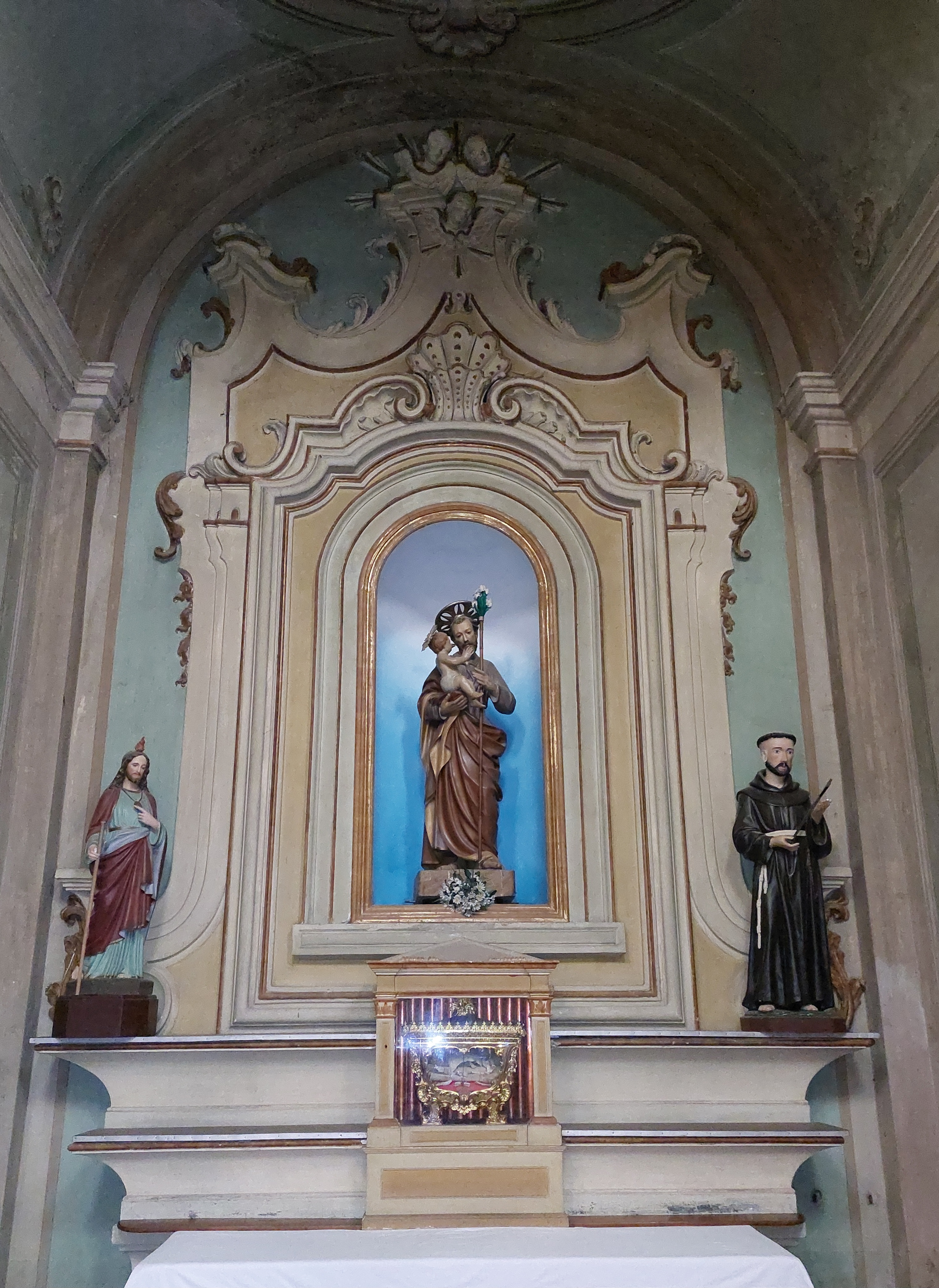
Реликварий Святого Павла-мученика. Капелла Святого Иосифа